# Sinofranchetia chinensis
Sinofranchetia chinensis – gatunek rośliny należący do rodziny krępieniowatych. Reprezentuje monotypowy rodzaj Sinofranchetia. Pnącze występujące w lasach, zaroślach i na ich obrzeżach w dolinach w południowych Chinach (prowincje: Gansu, północna część Guangdong, Hubei, zachodnia część Hunan, południowa część Shaanxi, Syczuan, północno-wschodni Junnan). Na obszarach górskich sięga do rzędnej 2800 m n.p.m. Roślina bywa uprawiana jako ciekawostka botaniczna. Owoce są jadalne, ale wodniste i mdłe w smaku.

## Morfologia
PokrójDrewniejące pnącze osiągające 15 m wysokości, z silnie wijącymi się, silnie rosnącymi pędami.
LiścieOpadające zimą, trójlistkowe, na ogonkach do 20 cm długości. Listki cienkie, z wierzchu ciemnozielone, od spodu sine. Boczne listki mniejsze od okazałego listka szczytowego, osiągającego do 15 cm długości i 12 cm szerokości.
KwiatyZebrane są w zwisające grona o długości do 30 cm. Kwiaty drobne, jednopłciowe). Kwiaty słupkowe zebrane są u nasady kwiatostanu, a mniejsze męskie na jego szczycie. Działki kielicha do ok. 2 mm długości (w kwiatach słupkowych do 2,5 mm), zielone, z purpurowymi paskami. Płatki są drobne (do 1 mm długości) i nieco mięsiste. Kwiaty żeńskie mają po trzy słupki i bardzo drobne prątniczki, kwiaty męskie zawierają po sześć pręcików z grubymi nitkami.
OwocJagody zawierające od kilku do wielu nasion. Mają kolor lawendowofioletowy.

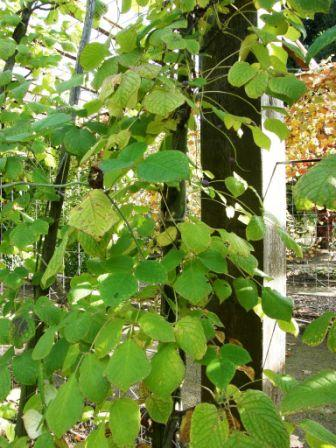
Pokrój pędu
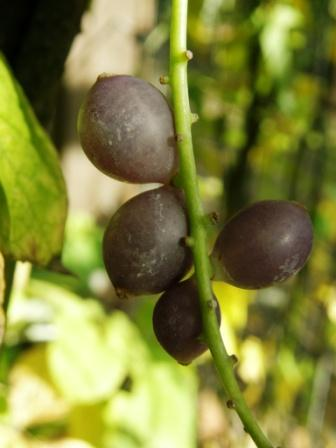
Owoce